# Wincenty Vilar David
Wincenty Vilar David, (hiszp.) Vicente Vilar David (ur. 28 czerwca 1889 w Manises, zm. 14 lutego 1937) – hiszpański błogosławiony Kościoła rzymskokatolickiego, wierny świecki, inżynier i społecznik, uznany za ofiarę nienawiści do wiary (łac.) in odium fidei.

## Życiorys
Pochodził z katolickiej, wielodzietnej rodziny, właścicieli wytwórni ceramiki. Ukończywszy szkołę prowadzoną przez Braci Szkolnych, podjął studia w Barcelonie zakończone doktoratem (1914 r.). Podporządkowując się testamentowi zmarłego ojca przejął rodzinną fabrykę. W 1922 r. poślubił Izabelę Rodes Reig.
Mając ugruntowaną wiedzę z zakresu społecznej nauki Kościoła kierował się w pracy zasadami z niej wypływającymi. Zaangażowany był w pomoc ekonomiczną, której udzielał robotnikom, ubogim klerykom, a także stowarzyszeniom katolickim w Walencji. Od 1923 r. przez kolejne siedem lat przewodniczył Radzie Miejskiej w Manises. Gdy po powstaniu Republiki hiszpańskiej usunięto ze szkół lekcje religii zorganizował w obronie praw rodziców do wychowania swoich dzieci Parafialny Patronat Akcji Katolickiej. W okresie Hiszpańskiej wojny domowej udzielał schronienia duchownym i zakonnicom. Aresztowany przez trybunał rewolucyjny miał zostać zwolniony za cenę wyrzeczenia się wiary katolickiej na co oświadczył:

Najbardziej chlubię się tym, że mogę być, kim jestem, i postępować tak, jak postępowałem. Nie zaprę się prawdy.

Po złożeniu tej deklaracji został rozstrzelany wcześniej wybaczając swoim prześladowcom.
Relikwie Wincentego Vilar Davida spoczywają w kościele parafialnym „San Juan Bautista” (Jana Chrzciciela) w Manises.
W latach 1963–1968 odbył się w Walencji diecezjalny proces informacyjny. Uznany za męczennika za wiarę, został beatyfikowany przez papieża Jana Pawła II 1 października 1995 roku w grupie 45 męczenników wojny domowej w Hiszpanii.
W Kościele katolickim wspominany jest w dzienną rocznicę śmierci.